# روکنویل
روکنویل (به انگلیسی: Rocanville) یک منطقهٔ مسکونی در کانادا است که در ساسکاچوان واقع شده‌است. روکنویل ۸۶۹ نفر جمعیت دارد و ۵۱۹ متر بالاتر از سطح دریا واقع شده‌است.